# Alex Kirsch
Alex Kirsch (Ciutat de Luxemburg, 12 de juny de 1992) és un ciclista luxemburguès, professional des del 2012 i actualment a l'equip Lidl-Trek. Combina la carretera amb el ciclocròs.

## Palmarès
- 2012
  -  Campió de Luxemburg en ruta sub-23
- 2013
  -  Campió de Luxemburg en ruta sub-23
  -  Campió de Luxemburg en contrarellotge sub-23
- 2014
  -  Campió de Luxemburg en ruta sub-23
  -  Campió de Luxemburg en contrarellotge sub-23
- 2023
  -  Campió de Luxemburg en ruta
  -  Campió de Luxemburg en contrarellotge

### Resultats a la Volta a Espanya
- 2019. 125è de la classificació general
- 2022. 119è de la classificació general

### Resultats al Tour de França
- 2022. Abandona (6a etapa)
- 2023. 115è de la classificació general

### Resultats al Giro d'Itàlia
- 2023. 97è de la classificació general